# Höfen (Tirol)
Höfen is een gemeente in het district Reutte in de Oostenrijkse deelstaat Tirol.

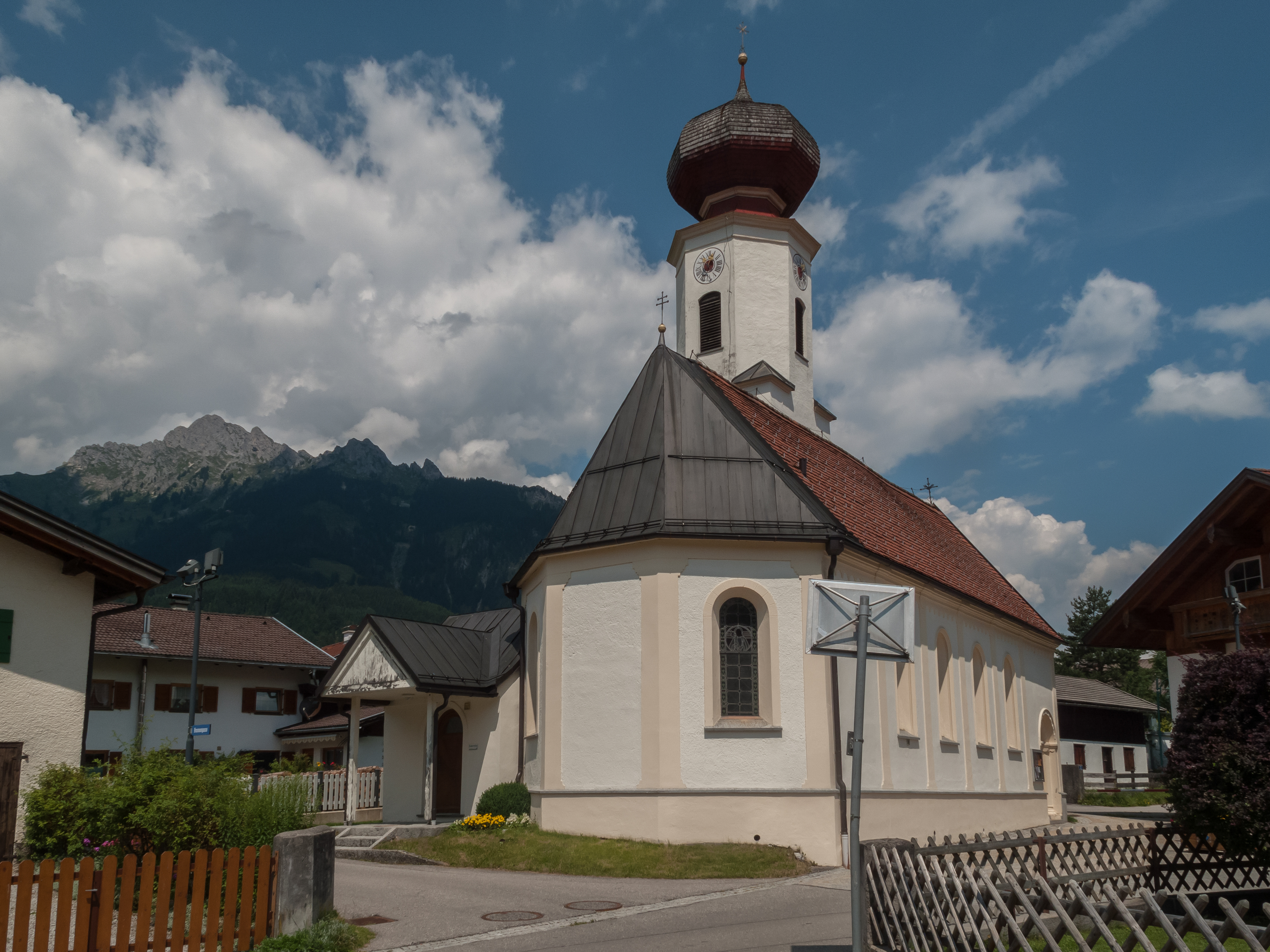
Höfen, kerk: katholische Filialkirche Maria Hilf

Höfen ligt ten zuidwesten van de districtshoofdplaats Reutte op de linkeroever van de Lech. Het gemeentegebied strekt zich uit tot de 1938 meter hoge Hahnenkamm met het skigebied Höfener Alpe. De kernen Höfen, Platten, Oberhornberg en Unterhornberg vormen een agglomeratie.
Höfen werd in 1427 voor het eerst vermeld. Daarmee is het een van de nieuwste nederzettingen in de Außerfern. Voor de bouw van de brug van Reutte naar Lechaschau voerde hierlangs het zouttransport en het houtvlotten op de Lech een belangrijke rol, omdat hier een voorde naar Ehenbichl bestond.
Aan het begin van de 17e eeuw speelde de vlasteelt hier een belangrijke rol, waaruit zich de textielindustrie in Reutte ontwikkelde.
In 1956 werd het vliegveld van Höfen, het enige van het district Reutte, geopend voor zweefvliegtuigen. Inmiddels worden ook eenmotorige vliegtuigen ook tot het vliegveld toegelaten.
Bach · Berwang · Biberwier · Bichlbach · Breitenwang · Ehenbichl · Ehrwald · Elbigenalp · Elmen · Forchach · Grän · Gramais · Häselgehr · Heiterwang · Hinterhornbach · Höfen · Holzgau · Jungholz · Kaisers · Lechaschau · Lermoos · Musau · Namlos · Nesselwängle · Pfafflar · Pflach · Pinswang · Reutte · Schattwald · Stanzach · Steeg · Tannheim · Vils · Vorderhornbach · Wängle · Weißenbach am Lech · Zöblen
- Gemeinsame Normdatei: 7743449-3
- Virtual International Authority File: 235743321